# Administrația Financiară Sector 2
Administrația Financiară Sector 2 este un monument istoric aflat pe teritoriul municipiului București.